# U-497
U-497 je bila nedokončana vojaška podmornica razreda XIV nemške Kriegsmarine med drugo svetovno vojno.

## Zgodovina
Gradnjo podmornice so naročili 14. decembra 1943, pri čemer se je sama gradnja pričela leta 1944 in je potekala vse do 23. septembra istega leta, ko so gradnjo preklicali. Dokončani del so nato razrezali.

## Tehnični podatki
| Kategorije                                    | Podatki           |
| --------------------------------------------- | ----------------- |
| Teža (t): na površju pod površjem polna Teža  | 1.668 1.932 2.300 |
| Dolžina (m) - tlačni trup (m)                 | 67,1 - 47,51      |
| Širina (m) - tlačni trup (m)                  | 9,35 - 4,9        |
| Izpodriv (m)                                  | 6,51              |
| Višina (m)                                    | 11,71             |
| Moč (hp): na površju pod podvršjem            | 3.200 750         |
| Hitrost (vozlov): na površju pod podvršjem    | 14,9 6,2          |
| Doseg (milja/vozel): na površju pod podvršjem | 12.350/10 55/4    |
| Posadka                                       | 53-60             |
| Maksimalni potop (m)                          | 240               |